# Gare de Ronchin
Gare de Ronchin – stacja kolejowa w Ronchin, w departamencie Nord, w regionie Hauts-de-France, we Francji.
Jest stacją Société nationale des chemins de fer français (SNCF), obsługiwaną przez pociągi TER Nord-Pas-de-Calais.